# Discocerina laevior
Discocerina laevior är en tvåvingeart som först beskrevs av Cresson 1934.  Discocerina laevior ingår i släktet Discocerina och familjen vattenflugor. Inga underarter finns listade i Catalogue of Life.